# Craig Robert Young
Craig Robert Young (ur. 4 października 1976 r. w Nottingham w Wielkiej Brytanii) – angielski aktor. Zagrał trenera Leslie Moore'a w serialu To tylko gra i wystąpił gościnnie w serialu Zoey 101 jako trener Ferguson w pierwszym odcinku.